# 斯文豪大蜗牛
斯文豪大蜗牛又名斯文豪氏大蝸牛（学名：Nesiohelix swinhoei）是柄眼目扁蜗牛科大蝸牛屬（Nesiohelix）的腹足綱軟體動物一种。

## 分佈
分布于台湾与福建，幼贝常栖息在树上，成贝则栖息在落叶堆中。斯文豪大蝸牛由斯文豪(Robert Swinhoei)於台北淡水採集，由Pfeiffer鑑定而於1865年發表為新種。